# Manet (motorfiets)

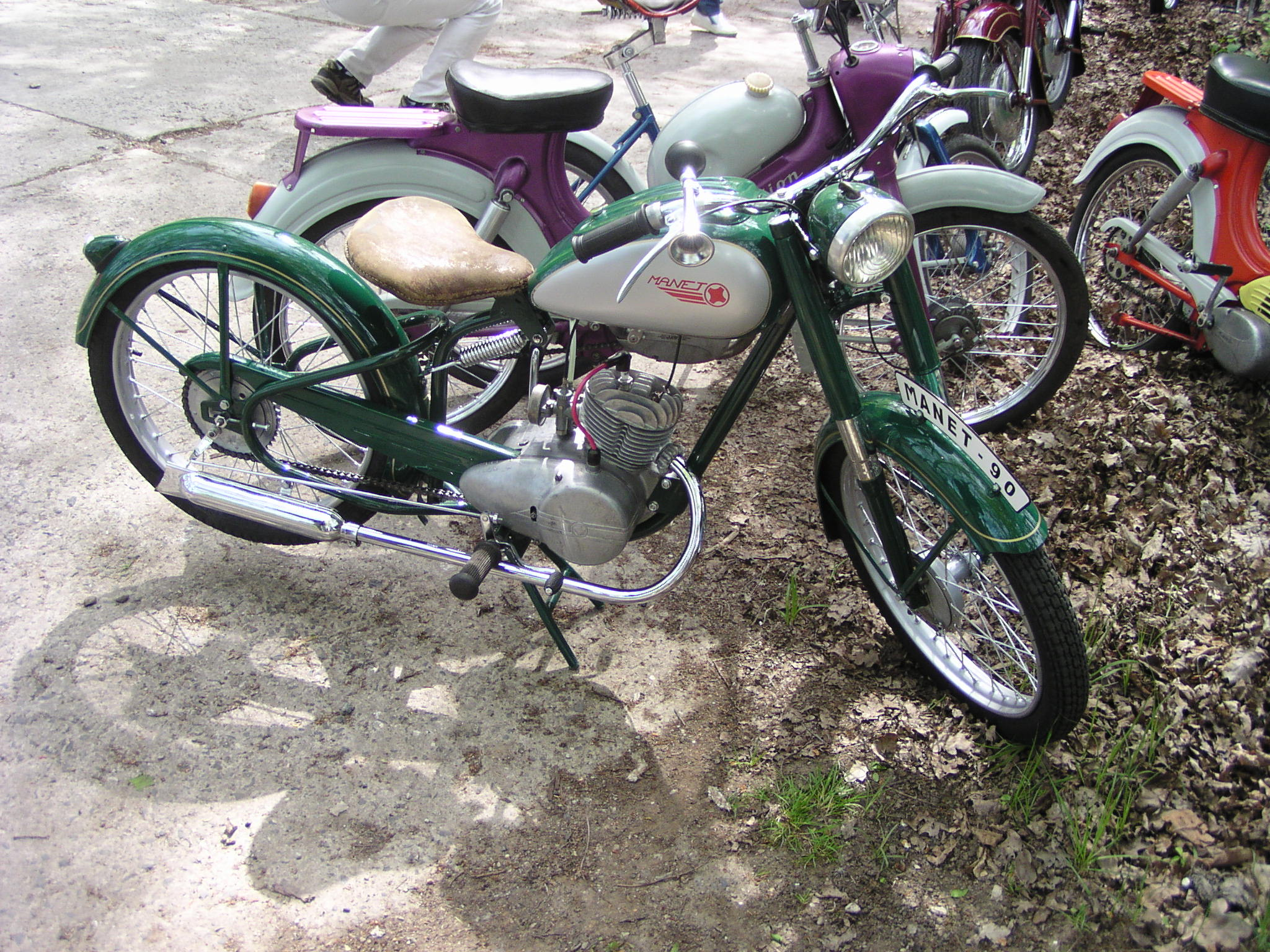
Manet 90

Manet is een historisch Slowaaks merk van motorfietsen en scooters. Het bedrijf was ook bekend als PS Manet (Povazské Strojárne Manet) en bestond nog in 2002. Eigen modellen werden ook onder de merknamen Tatran en Babetta verkocht, verder werden lichte motorfietsen, bromfietsen en scooters gemaakt voor CZ en Jawa.

## Geschiedenis
De voertuigen werden van 1947 tot 1951 en van 1958 tot 1969 geproduceerd in de machinefabriek Povazské Strojárne, een staatsbedrijf gevestigd in Považská Bystrica, toen nog gelegen in Tsjecho-Slowakije en tegenwoordig in het noordwesten van Slowakije aan de rivier Váh.
Považské Strojárne kwam voort uit Zbrojovka Brno, een Tsjechische wapenproducent die tegenwoordig Česká Zbrojovka Uherský Brod heet. Naast wapens produceerde het bedrijf ook andere producten, tussen 1924 en 1936 ook auto's.
De naam Manet was afgeleid van de nabijgelegen twee bergen, Veľký Manín (890 meter) en Malý Manín (812 meter), die beide zichtbaar zijn vanaf de productielocatie in Považská Bystrica.
De voertuigen werden geëxporteerd naar de DDR, Hongarije, Bulgarije, Engeland, Canada en Roemenië. Later nam de Tsjechische motorfietsfabrikant Jawa de productie-installaties over.
De fabriek stapte vanaf 1970 over op de productie van kleine bromfietsen tot 50 cc, de populaire Babetta die in de meeste landen werd verkocht onder de merknaam Jawa. Rond 1995 verscheen de bromfiets Korado op de markt, geproduceerd door PS Manet. Het motorblokje was in feite een in licentie gebouwd Puch Maxi-motortje.

## Modellen
Manet produceerde tot 1969 vier verschillende types:

### Manet 90
In 1947 verscheen de tweewieler M 90 met een 1-cilinder motor met 90 cm³ en een voetbediende 3-versnellingsbak. De motor leverde 2,6 kW (3,5 pk) en maakte een topsnelheid van 65 km/u mogelijk. De voorwielophanging had een telescopische veervork, het achterwiel was ongeveerd aan het buisframe bevestigd. Dit model werd geproduceerd tot 1951.

### Manet S100

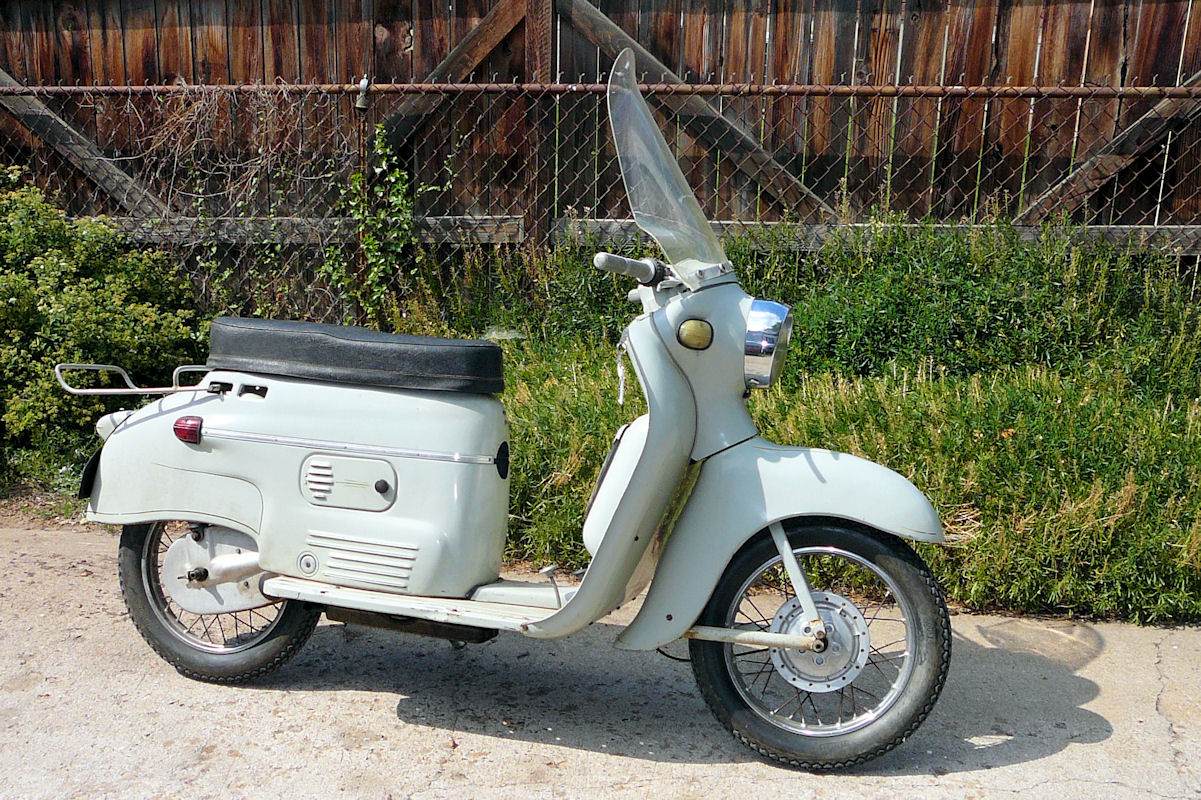
Manet S100

In 1958, elf jaar na de productiestart van de Manet 90, liep de Manet 100 voor het eerst van productielijnen. Het model was volledig nieuw ontworpen, voor het eerst werden in deze fabriek scooters gebouwd. Het model had een gestroomlijnde beplating, een windscherm, een elektrische starter, een richtingaanwijzer, een 2-persoons zitbank en een 1-cilindermotor met 100 cm³ die een vermogen van 3,7 kW (5 pk) leverde, waarmee een topsnelheid van 70 km/u bereikt kon worden. De voorwielophanging had een telescopische veervork en het achterwiel was in een schommel met een veerelement opgehangen. Tot 1967 werd dit model geproduceerd.

### Manet S125
De Manet 125 werd gedurende een korte tijd in 1964 geproduceerd. De buitenkant lijkt op de Manet S100 maar de motor is die van de opvolger Tatran S125, een 125 cm³  1-cilinder motor met geforceerde luchtkoeling (5,5 kW, 7 pk). Het model bereikte een topsnelheid van 85 km/u. Daarnaast was de uitlaat vanaf dat moment aan de rechterkant van het voertuig gemonteerd. Dit tussentype was in feite de overgang van de Manet S100 naar Tatran S125.

### Tatran S125

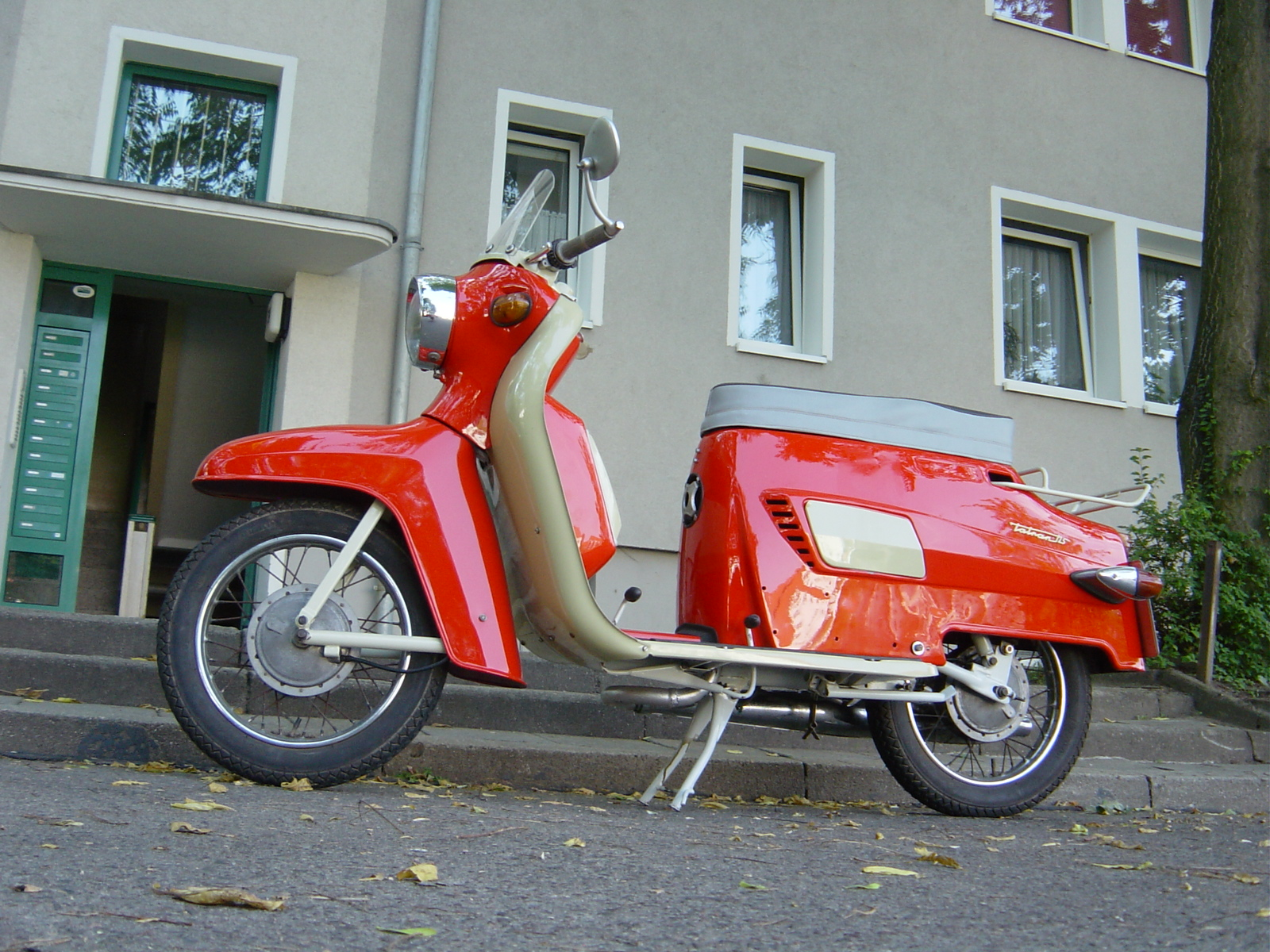
Tatran S125

De productie van de Tatran S125 begon praktisch op hetzelfde moment als de Manet S125. Zichtbare wijzigingen waren de rechthoekige vormgeving van het voorspatbord en de achterzijde. Daarnaast had de Tatran een grootlichtsignaalfunctie en waren de richtingaanwijzers en het achterlicht verbeterd. De productie werd stopgezet in 1969, daarmee eindigde de productie van scooters bij Povazské Strojárne.